# ستژژو (شهرستان اوستروف ویلکوپولسکی)
ستژژو (به لهستانی:  Strzyżew) یک روستا در لهستان است که در گمینا شروشویتسه واقع شده‌است. ستژژو ۱٬۱۰۰ نفر جمعیت دارد.